# پیروشکا مولنار
پیروشکا مولنار (مجاری: Piroska Molnár؛ زادهٔ ۱ اکتبر ۱۹۴۵) بازیگر اهل مجارستان است.
از فیلم‌ها یا برنامه‌های تلویزیونی که وی در آن نقش داشته‌است، می‌توان به تاکسیدرمی و سامبا اشاره کرد.
وی همچنین برندهٔ جوایزی همچون جایزه کشوت شده‌است.